# Эспенес, Лив Кристин
Лив Кристин Эспенес (более известна под именем Лив Кристин; норв. Liv Kristine Espenæs; родилась 14 февраля 1976, Ставангер, Норвегия) — норвежская певица, бывшая вокалистка и соавтор текстов групп Leaves’ Eyes и Theatre of Tragedy. С 2017 в группе Midnattsol. Выпускает также сольные альбомы в жанрах от поп-музыки до готик-рока.

## Биография
Первое выступление Лив Кристин на сцене состоялось в первом классе школы, где она пела популярные хиты тех лет. Свою первую группу Twice Лив Кристин собрала в 10 лет вместе с подругой.

«Петь я начала раньше, чем говорить… Всё время, сколько себя помню, пела: дома, потом в школе по праздникам, потом… приключилась одна интересная история. На одном из школьных концертов я вышла на сцену — типа, звезда локального масштаба — приготовилась петь и… поняла, что от волнения забыла все свои слова! Представьте себе, какой облом! После этого я плакала несколько часов подряд, несмотря на все утешения и уговоры учительницы… и, как результат, не решалась выходить и петь перед публикой лет, наверное, восемь. Учиться этому делу тоже не хотела — и, соответственно, не училась… Другими словами, чуть не завязала с этим делом».

### Theatre of Tragedy

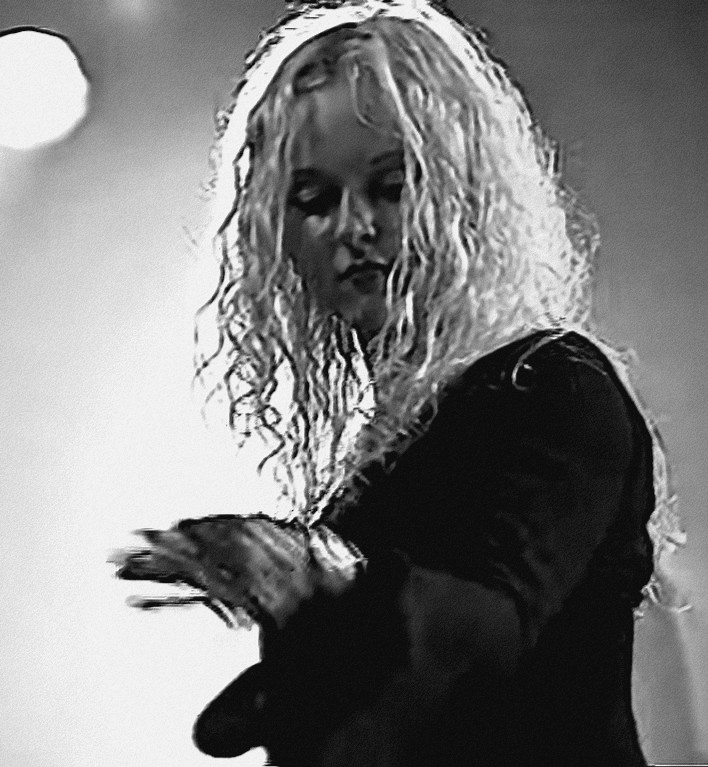
Лив Кристин в Theatre of Tragedy, 1998 год

Профессионально Лив Кристин занялась музыкой, став участницей группы Theatre of Tragedy. В 18 лет Лив Кристин стала солировать в хоре из 200 человек. 6 месяцев спустя вышел первый альбом группы Theatre of Tragedy с одноимённым названием, спродюсированный Даном Сванё. Затем Лив записала с группой ещё четыре студийных альбома.
Лив Кристин начала изучать английский язык в университете Ставангера. Затем она изучала германистику в Университете Штутгарта, переехав в Германию к своему избраннику Александру Круллю (вокалист Atrocity).
В 1997 году она познакомилась с продюсером Гюнтером Илли (Tatort, Schimanski, Welt der Wunder) и начала свою сольную карьеру (дебютный альбом Deus Ex Machina).
Как певица с широким спектром возможностей своего голоса, Лив Кристин может исполнять практически все от популярной музыки и классики до метала и готики.
Первый сольный концерт Лив Кристин состоялся в декабре 1998 года на фестивале Dark Storm.

### Leaves’ Eyes
В 2004 году Лив Кристин сотрудничала с известной метал-группой Cradle Of Filth, с которой записала песню Nymphetamine. В том же году Лив и Александр Крулль записывают первый альбом их совместного проекта Leaves’ Eyes. Всего Лив записала пять полноформатных альбомов и один DVD с Leaves’ Eyes.
В январе 2016 года Лив Кристин рассталась с Алексом Круллем, а в апреле была уволена и из группы. Стороны по-разному описали ситуацию: Лив утверждала, что увольнение произошло «за её спиной», в то время как гитарист Торстен Бауэр вспоминал, что Лив собиралась покинуть группу сразу после развода и осталась лишь на время тура. Леон, общий сын Алекса и Лив, остался с отцом.

### Midnattsol
В 2017 году Лив присоединилась к норвежско-германской группе Midnattsol, солисткой которой с 2002 года (с момента создания группы) является её младшая сестра Кармен Элиз Эспенес.

### Другие проекты
В 2006 году вышел новый сольный альбом Лив под названием Enter My Religion, выдержанный в стиле модного поп-рока, три песни для которого писал Петер Тэгтгрен (Pain, Hypocrisy, The Abyss), близкий друг четы Круллей.
В 2014 году вокалистки Кари Руэслоттен (The 3rd And The Mortal) и Аннеке ван Гирсберген (The Gathering) вместе с Лив Кристин делают несколько выступлений и записывают две песни. Их совместный проект носит название The Sirens.
Лив продолжает заниматься сольной карьерой, периодически сотрудничая с различными музыкальными коллективами. В 2010-е её сольные альбомы стали более «тяжёлыми», ориентированными на готик-рок. Основным композитором альбома Vervain стал её одногруппник по Leaves Eyes Торстен Бауэр, а песни для River of Diamonds она написала в соавторстве с бывшим участником Theatre of Tragedy Томми Ольсеном. Лив часто записывала на своих альбомах дуэты с гостями-вокалистами, такими как Доро Пеш, Фернандо Рибейро (Moonspell), Мишель Даркнесс, Эстен Бергёй (Tristania).

## Дискография

### Theatre of Tragedy
- Theatre of Tragedy (CD, 1995)

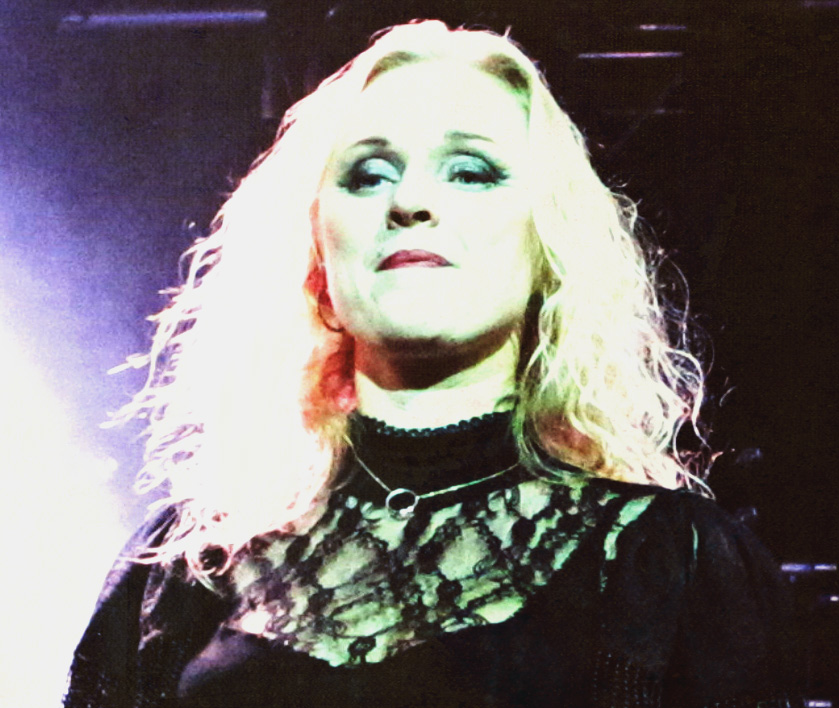
Лив Кристин, декабрь 2015

- Velvet Darkness They Fear (CD, 1996)
- «Der Tanz Der Schatten» (Single, 1996)
- «A Rose for the Dead» (EP, 1997)
- «Cassandra» (Single, 1998)
- Aégis (CD, 1998)
- «Theatre of Tragedy Shape» (MCD, 1999)
- «Image» (Single, 2000)
- Musique (CD, 2000)
- «Inperspective» (EP, 2000)
- «Machine» (Single, 2000)
- Closure:Live (CD, 2001)
- Assembly (CD, 2002)

### Leaves’ Eyes
- «Into Your Light» (сингл, 2004)
- Lovelorn (CD, 2004)
- «Elegy» (сингл, 2005)
- Vinland Saga (CD, 2005)
- Legend Land (EP, 2006)
- My Destiny (EP, 2009)
- Njord (CD, 2009)
- Meredead (CD, 2011)
- Symphonies of the Night (CD, 2013)
- King of Kings (2015)

### Сольные работы
- «3am» (сингл, 1998)
- Deus Ex Machina (альбом, 1998)
- «Take Good Care» (сингл, 1998)
- «3am — Fanedition» (сингл, 1999)
- «One Love» (сингл, 1999)
- «Fake a Smile» (сингл, 2006)
- Enter My Religion (альбом, 2006)
- Skintight (альбом, 2010)
- Libertine (альбом, 2012)
- Vervain (альбом, 2014)
- River of Diamonds (2023)

### Работы по приглашению
- Atrocity Werk 80 (CD, 1997)
- Atrocity Gemini (CD,2000)
- Atrocity Atlantis (CD,2004)
- Heavenwood — Downcast / Swallow (1998)
- Atrocity & Silke Bischoff — Blue Moon (1998)
- Weltenbrand — The Devil gets the Profiteer / Der Untergang von Trisona (1999)
- Das Ich — Des Satans neue Kleider — Atrocity Remix / Re-laborat (2000)
- Atrocity — More / Sampler Thank you — A Tribute to the Sisters of Mercy (2000)
- Genius — To be free / A Rock Opera Part II (2004)
- Immortal Rites — Mirror Reflections / Art of Devolution (2004)
- Hortus Animae Summoning of the Muse / Sampler the Lotus Eaters — Dead Can Dance Tribute (2004)
- Cradle of Filth — Nymphetamine / Nymphetamine (2004)
- Umbra et Imago Ein letztes Mal — Leaves’ Eyes Remix / Motus Animi (2005)
- Delain — See Me in Shadow / Lucidity (2006)
- Delain — Day for Ghosts / Lucidity (2006)
- Samsas Traum — Asen’ka — Ein Märchen für Kinder und solche, die es werden wollen / (2012)
- Samsas Traum — Niemand, Niemand Anderem Als Dir / (2013)
- Týr — The Lay of Our Love / Valkyrja (2014)
- Savn — I Am Free / Savn (2014)
- Tanzwut — Stille Wasser (2016)
- Cradle of Filth — Vengeful Spirit (2017)
- Orden Ogan — Come With Me To The Other Side (2017)